# Tirmitine
Tirmitine là một đô thị thuộc tỉnh Tizi Ouzou, Algérie. Dân số thời điểm năm 2002 là 18.03 người.